# Hồ thái hậu (Bắc Ngụy)
Hồ thái hậu (chữ Hán: 胡太后, ? - 17 tháng 5, năm 528), còn thường gọi là Linh thái hậu (靈太后), một phi tần của Bắc Ngụy Tuyên Vũ Đế, và Hoàng thái hậu nhiếp chính dưới thời Bắc Ngụy Hiếu Minh Đế trong lịch sử Trung Quốc.
Trong triều đại Bắc Ngụy, bà là vị Đế mẫu duy nhất được tôn Hoàng thái hậu dưới thời trị vì của con, vì trước đó hoàng gia Bắc Ngụy quy định "tử quý mẫu tử", bất cứ Hoàng tử nào được phong làm Thái tử, sinh mẫu lập tức bị giết. Nhờ sự sủng ái của Tuyên Vũ Đế dành cho bà, bà được đặc cách thoát khỏi thảm cảnh mà tất cả các Đế mẫu đời trước phải cam chịu.
Hồ thái hậu được đánh giá là thông minh song lại quá khoan dung với nạn tham nhũng. Trong giai đoạn nhiếp chính của bà, các quan đại thần tham nhũng tràn lan dẫn đến nhiều cuộc khởi nghĩa bạo loạn diễn ra chống triều đình, khiến triều đình Bắc Ngụy suy yếu. Hồ thái hậu cũng gây tai tiếng vì thói dâm đãng khi tư thông với nhân tình dù đã ở ngôi thái hậu. Năm 528, Hồ thái hậu đã hạ độc giết Hiếu Minh Đế khiến cho quyền thần Nhĩ Chu Vinh nhân đó bèn khởi binh, kéo thẳng vào kinh thành Lạc Dương, bắt Hồ thái hậu và vị hoàng đế nhỏ tuổi mới lập Nguyên Chiêu đến Hà Âm rồi dìm chết tại sông Hoàng Hà.

## Thân thế và việc nhập cung
Tên thật của bà không rõ, tiểu thuyết cổ điển Bắc sử diễn nghĩa (北史演义) cho rằng tên bà là Hồ Tiên Chân (胡仙真). Bà là con gái của quan Tư đồ Hồ Quốc Trân, làm quan trong triều đình Bắc Ngụy, nguyên quán ở huyện Lâm Kính, quận An Định. Sách sử không cho biết bà sinh vào năm nào và mẹ bà là ai. Tương truyền, lúc Hồ thị ra đời, bốn góc trời bỗng có ánh sáng đỏ chiếu khắp bốn phía. Lại có một lần, người quận Kinh Triệu là Triệu Hồ có tài coi tướng số, sau khi xem dung mạo của Hồ thị, đã nói với Hồ Quốc Trân rằng bà là người có số đại quý, làm mẹ của trời đất.
Người cô của Hồ thị, tức em gái Hồ Quốc Trân, vốn theo nghiệp tu hành, trở thành ni cô. Vào đầu thời Bắc Ngụy Tuyên Vũ Đế, cô bà thường vào cung giảng đạo, có nhắc tới Hồ thị với người trong cung, khen bà là người đẹp lại hiền đức. Tuyên Vũ Đế nghe tin này, bèn triệu bà vào cung, phong cho làm Thừa hoa (承華).

## Tránh được luật Tử quý, mẫu tử
Theo quy định của Bắc Ngụy, ngay từ thời lập quốc nhằm tránh việc ngoại thích can chính, theo đó, nếu một Hậu phi nào hạ sinh con trai và người con đó được lập làm Thái tử thì người mẹ đó phải chết. Vì thế hậu phi Bắc Ngụy đều rất sợ sẽ sinh con trai, duy có Hồ thừa hoa không sợ, nói với bọn họ rằng:"Thiên tử lẽ nào lại không có con trai, hà cớ gì lại sợ một thân chết mà làm hoàng gia phải mất nòi".
Tuyên Vũ Đế biết tin này, rất khâm phục và để ý tới. Bà từng thề với Tuyên Vũ Đế rằng nếu như sinh được con cho vua mà bản thân phải chết cũng quyết không từ chối. Do đó bà càng được Tuyên Vũ Đế sủng ái.
Tháng 3 năm 510, Hồ thừa hoa hạ sinh cho Tuyên Vũ Đế hoàng tử Nguyên Hủ tại phía đông bắc điện Tuyên Quang. Do đó, Hồ thị được phong làm Sung hoa (充華).
Trước đó, hai hoàng tử của Tuyên Vũ Đế đều mất sớm, còn lại toàn công chúa nên Tuyên Vũ Đế rất quan tâm chăm sóc Nguyên Hủ, tuyển nhiều bảo mẫu, nuôi dưỡng ở cung riêng và hạn chế cho Cao hoàng hậu và Hồ sung hoa gặp Nguyên Hủ. Đồng thời, Tuyên Vũ Đế cũng bãi lệnh bắt bà phải tự tử theo quy định của hậu cung Bắc Ngụy trước đó.

## Lâm triều nhiếp chính
Năm 515, Bắc Nguỵ Tuyên Vũ Đế băng hà, Nguyên Hủ lên ngôi kế vị, tức là Bắc Nguỵ Hiếu Minh Đế. Hiếu Minh Đế tôn đích mẫu Cao hậu làm Hoàng thái hậu, còn sinh mẫu Hồ sung hoa trở thành Hoàng thái phi. Vào lúc Tuyên Vũ đế gần chết, Cao hậu muốn giết chết Hồ thị, nhưng các đại thần trong triều gồm Lưu Đằng và Hầu Cương biết được việc ấy, bèn hỏi ý của Thôi Quang. Thôi Quang muốn bảo vệ bà, nên cho phòng vệ nghiêm ngặt cho Hồ thị, nên bà không bị hại. Đến tháng 3 cùng năm đó, Cao thái hậu rời cung theo nghiệp tu hành, do đó Hồ thái phi được lập làm Hoàng Thái hậu vào mùa thu năm 515 và nắm quyền nhiếp chính cho Hiếu Minh Đế mới 6 tuổi. Ban đầu bà được quần thần gọi là Hoàng thái hậu điện hạ, sau đó lại đổi thành Hoàng thái hậu bệ hạ và bà cũng tự xưng trẫm (tiếng xưng danh riêng cho vua) và gọi mệnh lệnh của mình là chiếu.
Hồ thái hậu được đánh giá là người thông minh, có khả năng thông hiểu sự việc một cách nhanh chóng, song bà lại quá nhân hậu và khoan dung với tội tham nhũng. Giả dụ, vào mùa đông năm 515, thứ sử tham nhũng của Kì Châu (岐州, nay gần tương ứng với Bảo Kê, Thiểm Tây), Triệu vương Nguyên Mật (元謐), đã kích động một cuộc tổng nổi dậy khi ông ta vô cớ sát hại một số người dân, và khi ông ta có thể thoát khỏi cuộc nổi dậy và trở về kinh thành Lạc Dương, Hồ thái hậu đã phong cho ông ta làm nội quan vì phu nhân của ông là chất nữ của bà. Trong thời thơ ấu của Nguyên Hủ, quyền lực của Hồ thái hậu là không thể bị thách thức. Tuy nhiên, sự khoan dung của Thái hậu đã bị một số người phê phán, thậm chí nói ra một cách thẳng thừng như các quan Đông Bình vương Nguyên Khuông (元匡) và Trương Phổ Huệ (張普惠), vì thế bà đã thực hiện các đề xuất nhằm ngăn chặn tham nhũng song với một tốc độ chậm chạp.
Năm 515, Kinh Triệu vương Nguyên Du đem quân tạo phản xưng đế chống lại triều đình, nhưng không thành công và bị giết chết. Tuy nhiên Hồ thái hậu ra lệnh đặc xá cho thân thích của Nguyên Du và truy phong cho Du làm Lâm Thao vương.
Hồ thái hậu là người thông minh, có tài năng trong việc trị quốc và tôn sùng Đạo phật. Hồ thái hậu là một Phật tử nhiệt thành, bà đã cho xây các đền chùa tráng lệ ở Lạc Dương trong thời gian nhiếp chính đầu của mình. Bà đã xây một ngôi đền để dành riêng để tưởng nhớ phụ thân là Tần công Hồ Quốc Trân (胡國珍) sau khi ông qua đời vào năm 518, các đại thần trong triều đình muốn bỏ đi tước vị của Hồ Quốc Trân, nhưng bà không nghe và còn xây ngôi đền đặc biệt tráng lệ. Do ảnh hưởng của bà, Hiếu Minh Đế cũng trở thành một người sùng kính Phật giáo. Tuy nhiên, trong thời niên thiếu của mình, Hiếu Minh Đế thích dành thời gian trong hoa viên của hoàng cung hơn là nghiên cứu hoặc nghe về các chính sự quan trọng của đất nước.
Cũng trong năm 518, Hồ thái hậu thấy thiên văn có sự thay đổi khác thường, nghi ngờ Cao thái hậu sẽ là người đe dọa đến mình, bèn bí mật nhân đêm tối sai sát thủ đến giết chết Cao thái hậu. Lại một lần, trong lúc cải táng cho Hiếu Văn Chiêu hoàng hậu, Hồ thái hậu không cho phép Hiếu Minh Đế làm chủ tang mà tự mình làm lấy, đích thân đi theo quan tài đến Chung Ninh Lăng.
Năm 519, một cuộc bạo động nghiêm trọng đã xảy ra tại Lạc Dương, sau khi viên quan Trương Trọng Vũ (張仲瑀) đề xuất rằng cần thay đổi quy định để không cho phép quân nhân trở thành các quan chức dân sự. Các quân nhân đã trở nên tức giận và xông vào cả Binh bộ và tư gia của phụ thân Trương Trọng Vũ là Trương Di (張彝), họ giết chết Trương Di và làm bị thương nghiêm trọng Trương Trọng Vũ và anh trai là Trương Thủy Quân (張始均). Hồ thái hậu đã bắt giữ tám lãnh đạo của cuộc bạo động và xử tử họ, song lại xá miễn cho những người còn lại nhằm dập tắt tình trạng bất ổn. Bà cũng từ chối đề nghị thay đổi quy định của Trương Trọng Vũ. Sự kiện này thường được xem là một bước ngoặt và bắt đầu tình trạng bất ổn mà cuối cùng sẽ tàn phá Bắc Ngụy. Tuy vậy, Hồ thái hậu vẫn tiếp tục khoan dung với tham nhũng, và thường phong thưởng nhiều cho các quan, khiến cho ngân khố kiệt quệ; áp lực về ngân khố và gắng nặng của dân chúng lại càng tăng lên khi bà ban chiếu chỉ rằng mỗi châu phải xây dựng một tháp để tưởng nhớ Đức Phật.
Từ khi lên nắm quyền, Hồ thái hậu ngày càng xa xỉ, không biết tiết kiệm. Một lần bà cho mời hơn 100 vương công đại thần đến kho vải, rồi đem vải trong kho phân phát ra cho họ, nhiều thì hơn 2000 tấm, ít thì cũng hơn 1000. Duy chỉ có Công chúa Trường Lạc chỉ lấy có 20 tấm lụa. Các đại thần là Trần Lưu Công Lý Sùng và Chương Vũ Vương Nguyên Dung vì quá tham lam, lấy quá nhiều nên vác quá nặng, Lý Sùng bị ngã và bị thương ở lưng, còn Nguyên Dung bị thương ở chân. Sự việc đã trở thành trò cười cho thiên hạ.
Không chỉ tỏ ra xa hoa lãng phí, Hồ thái hậu còn là người dâm loạn. Một khoảng thời gian nào đó trước năm 520, Thái hậu đã buộc thúc của Hiếu Minh Đế là Thanh Hà vương Nguyên Dịch (元懌) làm người tình của mình. Nguyên Dịch là người tuấn tú, tài năng lại biết khiêm nhường nên được bá quan và dân chúng tôn kính. Do Nguyên Dịch thường hay bệnh nên bà thường hay cấp thuốc và lương thực cho. Sau đó, bà lấy cớ hậu đãi hoàng thúc của vua, đem triều chính giao cho Nguyên Dịch, và còn ép ông ta phải thông dâm với mình.
Nguyên Dịch sau đó trở thành người lãnh đạo chính quyền trên thực tế, và ông đã cố gắng tái tổ chức lại chính quyền nhằm giảm bớt tham nhũng. Đặc biệt, ông ông cố gắng hạn chế quyền lực của Nguyên Xoa (元叉, em rể của Thái hậu) và hoạn quan Lưu Đằng (劉騰). Do Nguyên Xoa cậy thế kiêu ngạo, nên Nguyên Dịch muốn kiềm chế đi, nên mâu thuẫn ngày càng lớn. Nguyên Xoa do đó đã vu cáo Nguyên Dịch phạm tội phản nghịch, song Nguyên Dịch được minh oan sau một cuộc điều tra. Lo sợ sẽ bị trả thù, Nguyên Xoa và Lưu Đằng đã thuyết phục Hiếu Minh Đế rằng Nguyên Dịch muốn hạ độc Hoàng đế. Tháng 7 năm 520, Nguyên Xoa liên kết với Lưu Đằng tố cáo Nguyên Dịch mưu phản cướp ngôi rồi lấy cớ đó tiến hành một cuộc chính biến chống lại Hồ thái hậu và Nguyên Dịch, đưa quân vào điện Hiển Dương. Nguyên Dịch bị giết chết còn Hồ thái hậu bị quản thúc trong cung. Cao Dương vương Nguyên Ung trở thành nhiếp chính trên danh nghĩa, song Nguyên Xoa mới là người nắm quyền trên thực tế..

## Trở lại nắm quyền
Hồ thái hậu bị giam trong cung trong suốt 5 năm (520 - 525). Trong khoảng thời gian này, vào năm 521, Trung Sơn vương Nguyên Hi và Hề Khang Sinh, những người vốn ủng hộ bà đã khởi binh chống lại Nguyên Xoa và Lưu Đằng nhưng thất bại, cuối cùng Hi bị giết chết.
Năm 523, Lưu Đằng chết. Nguyên Xoa từ đó không còn đề phòng Hồ thái hậu nữa. Lợi dụng thời cơ này, bà chuẩn bị kế hoạch chiếm lại quyền lực. Bà nhờ Hiếu Minh Đế nói với Nguyên Xoa cho mình ra ngoài. Do không nghi ngờ, Nguyên Xoa đã đồng ý. Khi vừa ra khỏi được lãnh cung, Hồ thái hậu lập tức liên kết với Thừa tướng Cao Dương vương Nguyên Ung, con trai thứ sáu của Bắc Nguỵ Hiến Văn Đế, lên triều đường tuyên bố bỏ hết chức tước của Nguyên Xoa rồi trở lại nắm quyền. Ban đầu, do nể tình Nguyên Xoa là em rể nên bà định không giết, sau đó lại đổi ý, ép Xoa phải tự tử.

## Ác mẫu giết con
Thái hậu sau khi tiếp tục nhiếp chính cho Hiếu Minh Đế, vẫn xa xỉ dâm loạn như trước, đã ban rất nhiều quyền lực cho người tình của bà là Trịnh Nghiễm (鄭儼). Trịnh Nghiểm ra sức hạn chế quyền lực của các đại thần, làm nhiều người phẫn nộ. Có nhà sư khuyên can Thái hậu nhưng bà không nghe. Mặc dù Nguyên Ung và Đông Bình vương Nguyên Lược (元略) (em trai của Nguyên Hi) cũng được tin tưởng và có vị trí cao, song Trịnh Nghiễm và cộng sự của ông ta là Từ Hột (徐紇), Lý Thần Quỹ còn có nhiều quyền lực hơn họ.
Các cuộc nổi loạn vẫn tiếp diễn, và trong những năm này, các cuộc nổi loạn chính là của:
- Tiên Vu Tu Lễ, cuộc nổi loạn của ông tập trung tại Định Châu (定州, nay gần tương ứng với Bảo Định, Hà Bắc. Sau khi Tiên Vu Tu Lễ chết, tướng Cát Vinh (葛榮) nắm quyền lãnh đạo và trở nên rất hùng mạnh, tự xưng là Tề Đế.
- Tiêu Bảo Dần, con trai của Nam Tề Minh Đế, ông tìm cách tái lập Nam Tề, cuộc nổi loạn của ông tập trung tại Trường An.
- Hình Cảo, cuộc nổi loạn của ông tập trung tại Bắc Hải (北海, nay gần tương đường với Duy Phường, Sơn Đông).
- Mặc Kỳ Sửu Nô, người đã nắm quyền lãnh đạo đội quân của Hồ Sâm sau khi Hồ Sâm bị Phá Lục Hàn Bạt Lăng giết chết.

Hồ thái hậu đã cử một số tướng đi trấn áp các cuộc nổi loạn song không thành công, và khi Tiêu Bảo Dần bị thuộc hạ đánh bại và phải chạy trốn đễn chỗ Mặc Kỳ Sửu Nô, các tướng Bắc Ngụy đã không thể đè bẹp một cuộc nổi loạn nào khác. Tình hình càng trầm trọng khi Hồ thái hậu không thích nghe tin về các thành công của quân nổi loạn, và do đó các hầu cận của bà thường bịa ra các tin tốt, khiến bà thường từ chối yêu cầu tiếp viện của các tướng. Nhiều lần, Hiếu Minh Đế công khai tuyên bố rằng ông sẽ đích thân dẫn quân chống lại các cuộc nổi loạn, song trên thực tế ông đã không làm như vậy. Trong khi đó, biết rằng Bắc Ngụy có loạn, Lương đã tận dụng thời cơ để chiếm được một số thành biên giới, bao gồm cả 52 thành ở Thọ Dương (壽陽, nay thuộc Lục An, An Huy).
Thành công quân sự duy nhất mà Bắc Ngụy đạt được trong thời gian này đã xảy ra vào cuối năm 525, khi nước này tái chiếm được Bành Thành từ tay Lương song đây là một điều tình cờ. Dự Chương vương Tiêu Tông là con trai của Lương Vũ Đế và Ngô thục viện (Ngô thục viện trước đó là thê thiếp của hoàng đế Tiêu Bảo Quyển của Nam Tề), Tiêu Tống bị thuyết phục rằng ông thực chất là con trai của Tiêu Bảo Quyển nên đã đầu hàng Bắc Ngụy.
Thái hậu còn sợ người trong tông thất ghen ghét mình, nên lập ra phe cánh chống lại, sát hại nhiều thân tín của Hiếu Minh Đế. Từ đó quan hệ mẹ con trở nên căng thẳng. Lúc đó có nhiều người theo đạo được Hiếu Minh Đế cho làm tả hữu, Hồ thái hậu bèn ra lệnh giết chết ở Thành nam, sau đó bà còn ra tay sát hại các đại thần thân tín của Hiếu Minh Đế như Cốc Hội, Thiệu Đạt nên hiềm khích giữa hai người ngày càng to hơn.
Năm 528, phi tần Phan Sung Hoa hạ sinh một công chúa, Hồ thái hậu cho lan tin rằng đó là con trai và ra lệnh đại xá thiên hạ.
Cũng trong năm này, do căm ghét Trịnh Nghiễm, Từ Hột nên Hiếu Minh Đế bí mật gửi thư cho tướng Nhĩ Chu Vinh đang ở Tĩnh Châu nhờ đưa quân Lạc Dương để giết Trịnh Nghiễm và Từ Hột, nhưng sau cùng lại đổi ý. Tuy nhiên, tin tức lọt vào tay Trịnh Nghiễm. Trịnh Nghiễm hoảng sợ, nói với Hồ thái hậu và khuyên bà ra tay trước. Nghe lời Nghiễm, đến tháng 2 năm đó, Hồ thái hậu cho hạ đốc giết chết con trai mình. Năm đó Hiếu Minh Đế mới 19 tuổi.

## Chết ở Hoàng Hà
Hồ thái hậu cho tuyên chiếu rằng vua con chết do bi bệnh và lập thái tử (thực chất là con gái) do Phan Sung Hoa sinh ra làm vua, nhưng không bao lâu, sợ chẳng giấu được triều đình, và lại bảo rằng mình phát hiện ra hoàng đế là nữ nên phế đi, lập cháu nội của Bắc Nguỵ Hiếu Văn Đế, con Lâm Thao vương Nguyên Bảo Huy làm vua, tức là Bắc Nguỵ Ấu Chủ.
Nghe tin Hiếu Minh Đế bị giết, Nhĩ Chu Vinh bèn đưa quân qua sông, tiến vào kinh đô để hỏi lý do hoàng đế băng hà và tôn lập Trường Lạc vương Nguyên Tử Du làm vua, tức Bắc Nguỵ Hiếu Trang Đế.
Nhĩ Chu Vinh thắng trận như chẻ tre, chẳng mấy chốc vào tới Lạc Dương. Hồ thái hậu sợ hãi, vội triệu tập thê thiếp của Hiếu Minh Đế bắt họ xuất gia, bản thân bà cũng tự cạo đầu định bỏ trốn.
Ngày 13 tháng 4 (17 tháng 5 năm 528), Nhĩ Chu Vinh đặt chân vào triều, bắt được Hồ thái hậu cùng Nguyên Chiêu, đưa đến Hà Âm.. Bà ở trước mặt Nhĩ Chu Vinh, ra sức biện hộ cho mình nhưng Vinh không nghe, phất tay áo bỏ đi và ra lệnh dìm Hồ thái hậu và Nguyên Chiêu xuống sông Hoàng Hà cho chết đuối. Không rõ năm đó bà bao nhiêu tuổi. Thi hài bà được em gái là Phùng Dực Quân đưa về giữ ở chùa Song Linh (雙靈寺).
Sau này họ Nhĩ Chu bị diệt, triều đình rơi vào tay quyền thần Cao Hoan. Cao Hoan hạ lệnh truy phong cho Hồ thị làm Tuyên Vũ Linh hoàng hậu (宣武靈皇后) và cho cải táng bà.